# Equus quagga chapmani
La zebra di Chapman (Equus quagga chapmani Layard, 1865) è una sottospecie di zebra dell'Africa meridionale.
Prende il nome dal naturalista inglese del XIX secolo James Chapman.

## Descrizione
La zebra di Chapman è caratterizzata da strisce brune, sfumate ai bordi, al centro delle fasce bianche. Pesa circa 350 kg, ed è alta 1,40 m al garrese.

## Biologia
Vive in branchi composti da più famiglie.

## Habitat
Vive nelle savane dell'Africa meridionale: Angola, Namibia e Sudafrica.